# Xbox
Xbox — домашняя игровая консоль, разработанная и выпущенная американской корпорацией Microsoft, первая в одноимённой серии игровых приставок.
Выход Xbox в США и Канаде состоялся в ноябре 2001 года, в остальном мире — в 2002 году. Это устройство представляло собой первую — и успешную — попытку Microsoft выйти на рынок домашних игровых приставок, где на протяжении многих лет доминировали японские производители, и занять достаточную его долю. Как приставка шестого поколения, Xbox напрямую конкурировала с PlayStation 2 от Sony и GameCube от Nintendo. Приставка была анонсирована в марте 2000 года; Microsoft решилась на выпуск собственной приставки из опасения, что развлекательные и мультимедийные устройства такого рода — и прежде всего PlayStation 2 — станут опасными конкурентами для PC-совместимых компьютеров. В качестве аппаратного и программного обеспечения Xbox использовались те же комплектующие и технологии, что и в ПК того времени, включая DirectX, операционную систему Windows и центральный процессор Intel Pentium III; Xbox стала первой игровой приставкой, в конструкцию которой по умолчанию был включён жёсткий диск. Возможность широкополосного подключения к Интернету через порт Ethernet открывала возможность многопользовательской игры по сети; эта возможность была подкреплена запуском в 2002 году сетевого сервиса Xbox Live.
Выход Xbox сопровождался рекордными продажами: до конца 2001 года было продано свыше полутора миллионов консолей; её успеху способствовал и успех многопользовательского шутера Halo: Combat Evolved, разработанного студией Bungie и выпущенного одновременно с приставкой — продажи этой игры к апрелю 2002 года превысили миллион копий. В итоге всего было продано 24 миллиона устройств, из них 16 миллионов в США и Канаде — эти продажи были больше, чем у GameCube и Dreamcast, но намного меньше, чем у PlayStation 2; хотя Xbox и завоевала устойчивую долю рынка в США, она не смогла добиться того же в Японии. Поскольку Xbox продавалась ниже себестоимости, Microsoft понесла на её продажах около 4 миллиардов долларов убытков. В дальнейшем Microsoft выпускала другие консоли семейства Xbox; непосредственной преемницей Xbox стала Xbox 360 (2005).
В августе 2005 года компания NVIDIA остановила производство графического чипа для Xbox, что ознаменовало окончание производства Xbox и переход к выпуску новой консоли.

## История
Хотя основную прибыль американской компании Microsoft в конце 1990-х годов приносили продажи программного обеспечения для персональных компьютеров — операционной системы Microsoft Windows и офисного пакета Microsoft Office, компания занималась в том числе и рынком компьютерных игр: она самостоятельно разрабатывала и выпускала успешные игры наподобие Microsoft Flight Simulator и Age of Empires и сумела превратить компьютеры на базе Windows в востребованную платформу для игр благодаря интерфейсу программирования приложений DirectX. Хотя Microsoft ранее и не предпринимала попыток самостоятельно вторгнуться на рынок игровых приставок, она рассматривала этот вид электронных устройств как угрозу для своего существующего бизнеса. Microsoft даже сотрудничала с японской Sega, создав для её приставки Dreamcast версию Windows CE с DirectX, чтобы облегчить для разработчиков компьютерных игр портирование игр с ПК на эту приставку. Японская компания Sony, анонсировавшая в 1999 году новую приставку PlayStation 2 (PS2), прямо заявляла, что рассматривает её как конкурента для персональных компьютеров — нечто, что должно занять место главного развлекательного устройства в доме; глава The 3DO Company Трип Хокинс называл PS2 «троянским конём» — системой, которая попадала в дом как устройство для игр, но перетягивала на себя функции других электронных устройств, включая домашний компьютер. Руководитель Microsoft Билл Гейтс сам обратился к главе Sony Нобуюки Идэи с предложением разрабатывать программное обеспечение уже для PlayStation 2, но получил отказ: Sony предпочитала создавать всё необходимое программное обеспечение самостоятельно.
Внутри самой Microsoft уже звучали предложения разработать свою собственную приставку: в частности, разработчики DirectX предлагали использовать его для создания специализированного игрового компьютера. Среди этой группы особенно выделялись Кевин Бакус, Шеймус Блэкли, Отто Беркс и Тед Хейз. Они воспользовались выездным семинаром на курорте близ канадской границы, где присутствовал и Билл Гейтс, чтобы подать свое предложение руководству. Это предложение было не единственным — ещё группа сотрудников предлагала создать приставку таким образом, как это было ранее принято в индустрии, разработав новое аппаратное и программное обеспечение специально для нового проекта. Предложение от разработчиков DirectX — «DirectX Box» — было основано на использовании уже имеющегося в распоряжении компании аппаратного и программного обеспечения для персональных компьютеров, и Билл Гейтс и Стив Балмер посчитали такой вариант более перспективным. Проект, официально получивший название Windows Entertainment Platform, неофициально и неполиткорректно называли Midway — в рамках «войны» с Sony и в память о битве за Мидуэй, решающей в войне на Тихом океане против Японии.

## Операционная система
Операционная система для игровой приставки Xbox — это очень сильно изменённая Windows 2000. Во время адаптирования к игровой приставке в Windows 2000 было изменено много кода (в части, отвечающей за работу с файловыми системами), поэтому операционную систему этой игровой приставки нельзя назвать принадлежащей к линейке Microsoft Windows. Специалисты называют её «Xbox OS». Однако член команды разработчиков консоли Garry Trinder в своём посте в соответствующем блоге вкратце дал разъяснение, что операционная система Xbox разработана «с нуля» и в неё внедрены лишь некоторые API из Win32.

## Аппаратная часть
Xbox стала популярной игровой приставкой, содержащей в себе жёсткий диск, использующийся в основном для сохранения состояния игр и для файлов, загруженных с сервиса Xbox Live. Это сделало ненужным использование карт памяти. Большинство игр также использовали диск для кэширования временных данных, для ускорения загрузки игры. Некоторые игры также поддерживают такую функцию как «пользовательские саундтреки» — пользователь может установить в игре проигрывание своих музыкальных файлов, хранящихся на жёстком диске, вместо стандартных, встроенных в игру.
Хотя Xbox основан на ПК-архитектуре и работает под управлением урезанной версии ядра ОС Windows 2000, консоль имеет ряд отличий, в том числе оптимизацию под использование для игр, а также ограничения, внесённые для того, чтобы пользователь не мог использовать приставку неразрешёнными способами.
В 2005 году в консоли Xbox была обнаружена потенциально опасная электрическая неполадка, связанная с кабелем электропитания устройства. Microsoft предложила владельцам бесплатно заменить данный кабель.

### Технические характеристики
Поскольку Xbox во многом является наследницей IBM PC-совместимых компьютеров, то можно составить представление о возможностях приставки по её техническим характеристикам.
- Центральный процессор: 733 МГц Intel Pentium III, с 133 МГц FSB с уменьшенной до 128 Кб кэш-памятью второго уровня.
- Графический процессор: 250 МГц специально разработанный чип, под названием NV2A (модификация видеочипа NV20, использованного в видеокартах для ПК GeForce 3; мощность NV2A сравнима с чипом NV25 в видеокартах GeForce 4 Ti), разработка велась совместно Microsoft и nVIDIA.
- Память: 64 Мбайт DDR SDRAM работает на частоте 200 МГц, производитель Micron.
- Скорость работы памяти: 6,4 Гб/сек.
- Число портов для подключения контроллеров: 4 порта, собственной версии USB-формата.
- Поддержка полноэкранного сглаживания: да.
- Поддержка компрессии текстур: да.
- Носители информации: 2—5x DVD, 8 ГБ жёсткий диск, дополнительно можно использовать карты памяти объёмом 8 МБ.
- Аудиоканалы: 64 каналов 3D звука (до 256 стерео)
- Поддержка 3D Audio: да.
- MIDI Поддержка DLS2: да.
- AC3 (Dolby Digital): да (через TOSLINK).
- Сетевое подключение: да (10/100 Мбит Ethernet).
- Проигрывание DVD: да (посредством отдельно поставляемого DVD Playback Kit/Remote).
- Максимальное разрешение: 1920(горизонталь)x1080(вертикаль) при 32-битной глубине цвета (16,9 млн цветов).
  - Замечание: стандартный NTSC телевизионный сигнал содержит 525 строк (видимый растр 486 строк). Стандартный PAL телевизионный сигнал содержит 625 строк (видимый растр 575 строк).
- Поддержка телевидения высокой чёткости: да, 480p/720p/1080i (зависит от игры).
- Масса: 3,86 кг.
- Габариты: 324 × 265 × 90 мм.

Характеристики производительности Xbox.
- Замечание: цифры названы компанией Microsoft. Некоторые критики[какие?] утверждают, что на практике эта производительность для Xbox недостижима.
- Производительность графической системы: 125 миллионов нетекстурированных полигонов в секунду.
- Sustained Polygon Performance: 100+ M/s (transformed and lit polygons per second).
- Micropolygons/particles per second: 125 M/s.
- Particle Performance: 125 M/s.
- Одновременных текстур: 4.
- Пиксельный Fill Rate — без текстур: 4 миллиарда/сек (с Anti-aliasing).
- Пиксельный Fill Rate — с 1 текстурой: 4 миллиарда/сек (с Anti-aliasing).

## Защита от копирования
Подобно другим игровым консолям, Xbox оснащена системой DRM, не позволяющей запускать на устройстве неподписанные (не авторизованные Microsoft) программные коды и приложения. Привод DVD-ROM Xbox, разработанный специально для консоли, при чтении диска проверяет его характеристики и не позволяет запускать игры с нелицензионных носителей. Тем не менее, DVD-привод Xbox можно заменить на другой такой же (в следующей Xbox 360 этот недостаток будет устранён путём проверки индивидуального ключа прошивки привода). Жёсткий диск консоли Xbox использует специальную блокировку ATA-паролем, что не позволяет просмотреть данные на персональном компьютере или ином оборудовании.

## Дополнительные возможности
Игровая консоль Xbox может выступать в роли мультимедийного устройства. Пользователь может скопировать композиции с Audio-CD на встроенный жёсткий диск консоли. Также возможно проигрывать DVD-диски, но для этого нужен DVD Movie Playback Kit, который представляет собой пульт дистанционного управления и электронный ключ. Производитель каждого DVD-плеера должен был платить отчисления с каждого устройства для возможности воспроизводить медиаконтент с DVD-носителей, поэтому Microsoft приняла решение продавать набор отдельно, дабы не включать стоимость лицензионных отчислений в стоимость всей консоли.

## Игры
| Игры, доступные при запуске консоли в продажу в Северной Америке 15 ноября 2001 года: - Halo: Combat Evolved - Oddworld: Munch's Oddysee - Dead or Alive 3 - Project Gotham Racing - NFL Fever 2002 - AirForce Delta Storm - Mad Dash Racing - Cel Damage - Arctic Thunder - Fuzion Frenzy - Tony Hawk’s Pro Skater 2X - TransWorld Surf - 4x4 EVO 2 - Shrek | Двадцать наиболее продаваемых игр для Xbox: - Halo 2 - Halo: Combat Evolved - Tom Clancy's Splinter Cell - The Elder Scrolls III: Morrowind - Fable - Rockstar Games Double Pack: Grand Theft Auto III & Grand Theft Auto Vice City - Need for Speed: Underground 2 - Star Wars: Knights of the Old Republic - Project Gotham Racing - Grand Theft Auto: San Andreas - Madden NFL 2006 - Dead or Alive 3 - Tom Clancy’s Ghost Recon - Star Wars: Battlefront - Madden NFL 2005 - Need for Speed: Underground - Star Wars: Battlefront II - PGR: Project Gotham Racing 2 - ESPN NFL 2K5 - Rainbow Six 3: Raven Shield |

## Окончание поддержки продукта
2 марта 2009 года Microsoft окончила поддержку Xbox.

15 апреля 2010 года консоль была отключена от сервиса Xbox Live.